# Baturyn
Baturyn (ukrajinsky Батурин, rusky Батурин, Baturin) je město v Černihivské oblasti na Ukrajině. Žije zde přibližně 2 600 obyvatel.

## Poloha a doprava
Baturyn leží u východního kraje Černihivské oblasti ve východní části Nižynského rajónu na levém, jižním břehu Sejmu, přítoku Desny.
Přímo skrz Baturyn prochází dálnice M02 vedoucí z Kipti do Hluchivu a pak dále do Ruska. Po té je také vedena Evropská silnice E101 z Kyjeva do Moskvy.

## Dějiny
První zmínka o Baturynu je ze 17. století. Od roku 1648 byl Baturyn oblastním střediskem kozáků a pak mezi lety 1669 až 1708 hlavním městem Kozáckého hetmanátu. V době vlády Ivana Mazepy měl kolem dvaceti tisíc obyvatel, dva kláštery, přes čtyřicet kostelů a kaplí. Když se během Severní války spojili kozáci se Švédy proti Rusku, srovnala 13. listopadu 1708 carská armáda vedená Alexandrem Danilovičem Menšikovem Baturyn se zemí a vyvraždila velkou část jeho obyvatel.
Po roce 1750 za vlády hetmana Kirilla Grigorjeviče Razumovského bylo město znovu vystavěno a stalo se znovu hlavním městem hetmanátu, kterým zůstalo až do jeho zániku v roce 1764.
Status města ztratilo v roce 1923 a znovu jej získalo v roce 2008.

## Obyvatelstvo
V roce 2004 mělo město 3 066 obyvatel a k roku 2017 přes 2,5 tisíc obyvatel. Při sčítání obyvatelstva v roce 2001 zde žili obyvatelé těchto národností:
| Národnost  | Počet obyvatel | Procento obyvatel |
| ---------- | -------------- | ----------------- |
| Ukrajinská | 2906           | 94.78%            |
| Ruská      | 98             | 3.20%             |
| Romská     | 56             | 1.83%             |
| Rumunská   | 3              | 0.10%             |
| Běloruská  | 1              | 0.03%             |
| Ostatní    | 2              | 0.06%             |
| Celkem     | 3066           | 100%              |